# SER Juventude
SER Juventude is een Braziliaanse voetbalclub uit Primavera do Leste in de staat Mato Grosso. 

## Geschiedenis
De club werd in 1982 opgericht en werd twee keer staatskampioen.

## Erelijst
Campeonato Mato-Grossense
2000, 2001